# Verna Rose
Verna Rose (sinh ngày 21 tháng 5 năm 1977) là một cầu thủ bóng đá người Seychelles. Anh thi đấu ở vị trí hậu vệ tại Đội tuyển bóng đá quốc gia Seychelles.